# Mount Hubble
Mount Hubble är ett berg i Antarktis. Det ligger i Östantarktis. Australien gör anspråk på området. Toppen på Mount Hubble är 2 490 meter över havet, eller 707 meter över den omgivande terrängen. Bredden vid basen är 5,9 km.
Terrängen runt Mount Hubble är bergig västerut, men österut är den enbart kuperad. Trakten är obefolkad. Det finns inga samhällen i närheten. 